# Un paso atrás en el tiempo
Un paso atrás en el tiempo es un álbum recopilatorio de Los Suaves, lanzado el 3 de junio de 2002. Se compone de dos discos, los cuales fueron masterizados en abril de 2002 por Fernando Álvarez y Alberto Cereijo en Eurosonic en Madrid. El primero recoge 12 temas procedentes de los álbumes Malas noticias, Santa Compaña, ¿Hay alguien ahí?, San Francisco Express y Víspera de todos los santos. El segundo CD contiene cuatro temas inéditos y una versión de El afilador en gallego.

## Lista de canciones
CD1
1. "Malas noticias" (7:53)
2. "Si te atreves a nacer" (6:39)
3. "Como cada noche" (8:20)
4. "Pobre jugador" (6:09)
5. "Ahora que me dejas" (4:26)
6. "Si pudiera" (5:27)
7. "Lisa (1970 - 1996)" (8:22)
8. "Tomás el tendero" (5:12)
9. "Ourense - Bosnia" (9:07)
10. "Víspera de todos los santos" (6:43)
11. "Siempre con miedo" (7:25)
12. "Palabras para Julia" (4:55)

CD2
1. "Buenos Aires Rock 'n' Roll" (7:11)
2. "Riazor Blues" (8:57)
3. "Cosas" (6:34)
4. "Julia Hill" (10:30)
5. "O afiador" (5:53)
6. "Corazón de rock 'n' roll"
7. "El afilador"
8. "No Me Mires"
9. "Dile Siempre Que No Estoy "
10. "Dios Es Suave"

"Un paso atrás en el tiempo" [video] (17:00)